# Linnea Johansson
Linnea Johansson, född 5 april 2002 i Ljungby, är en svensk ishockeyspelare (forward) som spelar för Linköping HC i SDHL. Hon har även spelat för Sveriges landslag.

## Klubbkarriär
Johansson är fostrad i IF Troja-Ljungby. Som 13-åring gick hon till Karlskrona HK i Damettan och kombinerade det med fortsatt spel i pojklaget i Troja-Ljungby. Inför säsongen 2016/2017 var Johansson en del av Troja-Ljungbys första damlag som startade i Damettan. I slutet av säsongen blev hon utlånad tillsammans med lagkamraten Thea Johansson till ett skadedrabbat HV71. Johansson gjorde sin debut för klubben i SDHL som 14-åring under säsongen 2016/2017 och spelade sju matcher i grundserien samt fyra matcher i slutspelet. Säsongen 2017/2018 gjorde hon sju poäng på 25 matcher för HV71 och spelade även för Troja-Ljungbys damlag samt deras U16-lag.
Inför säsongen 2018/2019 gick Johansson till Linköping HC. Hon gjorde sju poäng, varav två mål på 19 matcher under sin debutsäsong i klubben innan hon drabbades av en hjärnskakning på ett U18-landslagsläger. Hjärnskakningen höll henne borta från spel i ett halvår och Johansson missade bland annat när Linköping spelade SM-final. Säsongen 2019/2020 spelade hon 27 matcher och gjorde nio poäng i grundserien. Följande säsong fick Johansson sitt genombrott och gjorde 24 poäng på 36 matcher i grundserien.

## Landslagskarriär
Johansson var en del av Sveriges lag som tog silver vid U18-VM 2018 i Ryssland. Hon var även en del av den svenska truppen vid U18-VM 2020 i Slovakien.
Den 19 januari 2022 blev Johansson uttagen i Sveriges trupp till olympiska vinterspelen 2022 i Peking. Sverige tog sig vidare från gruppspelet men blev utslagna i kvartsfinalen mot Kanada.

## Karriärstatistik
| 2015/2016         | Karlskrona HK     | Damettan          | 9   | 7  | 4  | 11 | 0  | –  | – | – | – | – |
| 2016/2017         | IF Troja-Ljungby  | Damettan          | 15  | 16 | 9  | 25 | 18 | –  | – | – | – | – |
| 2016/2017         | HV71              | SDHL              | 7   | 0  | 2  | 2  | 0  | 4  | 0 | 0 | 0 | 0 |
| 2017/2018         | HV71              | SDHL              | 25  | 5  | 2  | 7  | 4  | 2  | 0 | 0 | 0 | 2 |
| 2017/2018         | IF Troja-Ljungby  | Damettan          | 4   | 5  | 4  | 9  | 2  | –  | – | – | – | – |
| 2018/2019         | Linköping HC      | SDHL              | 19  | 2  | 5  | 7  | 6  | –  | – | – | – | – |
| 2019/2020         | Linköping HC      | SDHL              | 27  | 5  | 4  | 9  | 4  | 2  | 0 | 1 | 1 | 0 |
| 2020/2021         | Linköping HC      | SDHL              | 36  | 10 | 14 | 24 | 14 | 2  | 0 | 0 | 0 | 0 |
| Totalt i SDHL     | Totalt i SDHL     | Totalt i SDHL     | 114 | 22 | 27 | 49 | 28 | 10 | 0 | 1 | 1 | 2 |
| Totalt i Damettan | Totalt i Damettan | Totalt i Damettan | 28  | 28 | 17 | 45 | 20 | –  | – | – | – | – |